# Odón (obispo)
Odón I (¿? - ¿?) fue obispo de Oviedo desde el año 1324 hasta 1327. De él se sabe que encomendó a D. Rodrigo Álvarez de las Asturias los términos de Llanera y Las Regueras. Posteriormente fue trasladado a Cuenca (España).
| Predecesor: Pedro III | Obispo de Oviedo 1324 - 1327 | Sucesor: Juan IV |